# Kyriákos Pierrakákis
Kyriákos Pierrakákis (en grec moderne : Κυριάκος Πιερρακάκης), né le 8 août 1983 à Athènes, est un informaticien, politologue et homme politique grec, membre de la Nouvelle Démocratie (ND).
De 2019 à 2023, il est ministre d'État de la Gouvernance numérique dans le cabinet de Kyriákos Mitsotákis.
En juin 2023, il est nommé ministre de l'Éducation et des Religions dans le second gouvernement de Kyriákos Mitsotákis.

## Jeunesse, éducation et famille
Né à Athènes, il grandit dans le quartier de Káto Patíssia. Il est marié et a trois enfants.
En 2001, il est diplômé du Lycée Léonin (en). De 2001 à 2005, il fréquente l'Université d'économie et de commerce d'Athènes et obtient une licence en informatique. De 2005 à 2007, il fréquente la John F. Kennedy School of Government de l'Université Harvard et obtient un master en politique publique. De 2007 à 2009, il fréquente le MIT où il obtient un Master ès sciences en technologie et politique.

## Carrière politique
En 2009, Kyriákos Pierrakákis retourne en Grèce à la tête de la Fondation pour la jeunesse en tant que président et travaillant sur des questions liées à l'entrepreneuriat des jeunes. Il est également conseiller d'Ánna Diamantopoúlou au ministère de l'Économie et du Développement.
Depuis 2015, Kyriákos Pierrakákis est directeur de la recherche chez DiaNEOsis, un groupe de réflexion indépendant à but non lucratif. Il produit une série d'articles de recherche avec un fort accent sur la croissance économique et la compréhension des perceptions et croyances dominantes parmi les Grecs.
Kyriákos Pierrakákis commence sa carrière politique en embrassant les valeurs de centre gauche. Il est élu membre de la commission politique du PASOK lors de son 9e congrès en 2012 et en 2014, il est candidat au Parlement européen. Il est classé sixième sur le bulletin de vote Eliá avec un total de 42.814 voix.
Pendant le gouvernement Samarás de coalition Nouvelle Démocratie – PASOK, il est membre de la délégation grecque de négociation avec la « Troïka » nommée par le ministre Evángelos Venizélos.
Le 9 juillet 2019, il est nommé ministre d'État et de la Gouvernance numérique par Kyriákos Mitsotákis avec l'objectif d'engager la Grèce dans la transformation numérique.